# Leslie Morse
Leslie Morse (25 de noviembre de 1964) es una jinete estadounidense que compitió en la modalidad de doma. Ganó una medalla de bronce en el Campeonato Mundial de Doma de 2006, en la prueba por equipos.

## Palmarés internacional
| Campeonato Mundial | Campeonato Mundial   | Campeonato Mundial | Campeonato Mundial |
| Año                | Lugar                | Medalla            | Categoría          |
| ------------------ | -------------------- | ------------------ | ------------------ |
| 2006               | Aquisgrán (Alemania) | Medalla de bronce  | Por equipos        |